# Мельник Микола Ількович

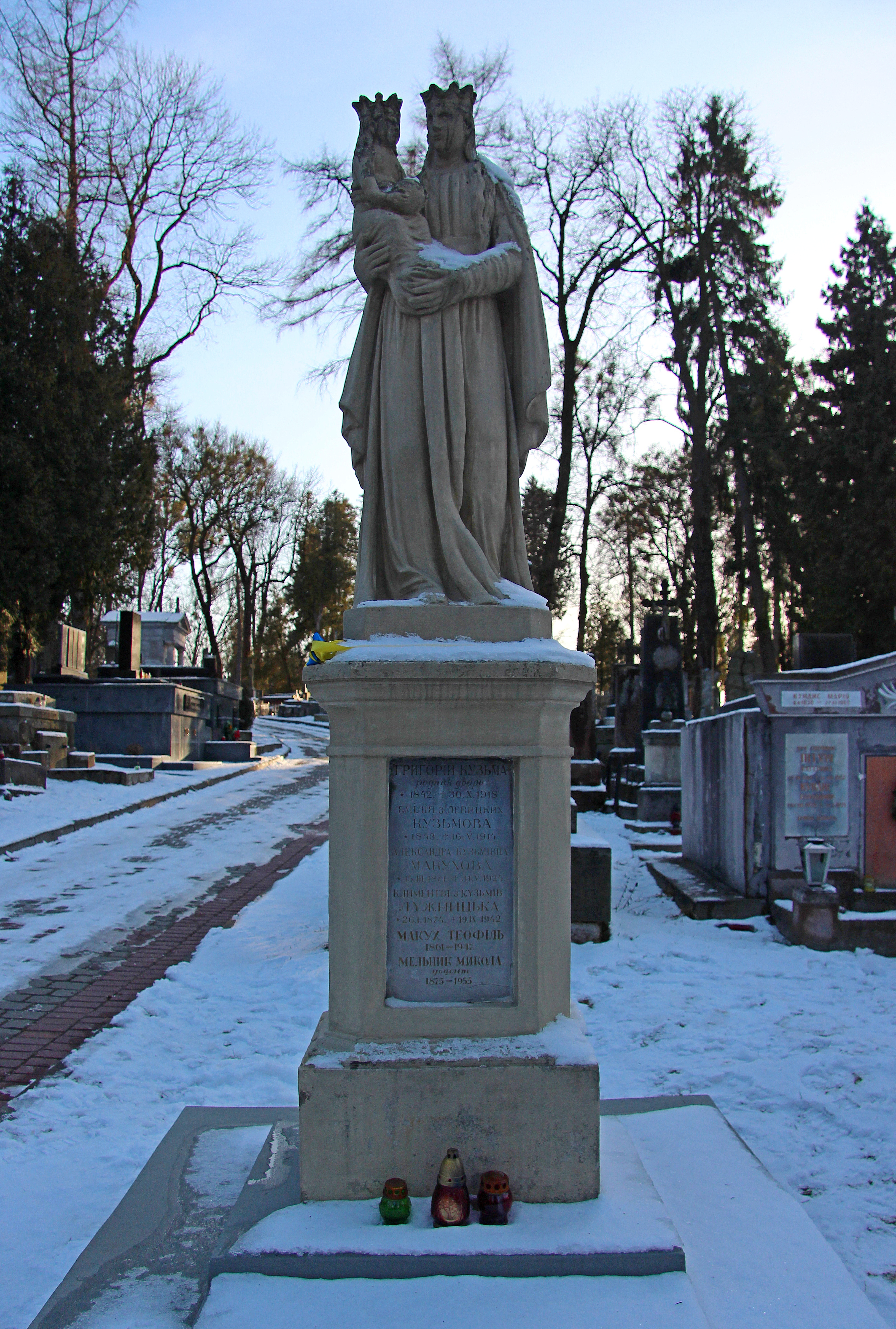

Мико́ла Ількович (Ілліч) Ме́льник — український ботанік, природознавець, один із творців української наукової термінології, автор перших у Галичині природознавчих шкільних підручників українською мовою.

## Життєпис
Народився 20 листопада 1875 р. в селі Довжанці, що біля Тернополя. Його батьком був малоземельний селянин, матір'ю — старша сестра відомого музиколога, книгознавця і релігійного діяча Володимира Домета Садовського.
Після закінчення чотирикласної сільської школи Микола Мельник продовжує навчання у Тернопільській гімназії, а потім — після обов'язкового відбування однорічної військової служби — на природничому відділі Віденського університету.
Блискуче закінчивши університет, Микола Мельник отримав грамоту головної президії «Просвіти» про те, що «вписаний в книгу звичайних членів товариства». Згодом на запрошення Крайової шкільної ради Галичини поїхав суплентом (заступником учителя), у першу Перемишльську гімназію з польською мовою навчання. Водночас викладав природознавство на окремих курсах українського інституту для дівчат в цьому ж місті. Улітку 1906 р. Миколу Ільковича перевели до Львова знову ж таки суплентом, відтак постійним учителем у цісарсько-королівській (державній) гімназії з руською (українською) мовою навчання, котра містилася на теперішній вулиці С. Бандери, а її філія — осібно. Власне філія (на вулиці Пекарській), куди направили молодого викладача, був цілком окремою, щойно організованою гімназією. 1909 р. Мельника прийняли в Наукове товариство імені Шевченка звичайним, а в грудні 1920 р. — дійсним членом Товариства.
Під час Першої світової війни Мельника як поручника австрійської армії мобілізували на фронт. Воював недовго: 23 березня 1915 р. російські війська здобули Перемишльську фортецю, і він опинився в полоні, побував у Симбірську, Уфі, Челябінську. Після російської революції разом із групою чехів і поляків Мельник повернувся до Львова і з осені 1918 р. до жовтня 1935 працював у тій самій гімназії-філії. Читав лекції у Львівському таємному університеті. Через цькування польськими владами прогресивних діячів, у жовтня 1935 р. відправлений на вимушену пенсію. Після цього продовжував викладати у приватних школах.
Був високо ерудованою людиною, знав латину, англійську, німецьку, французьку, польську й російську мови.
Після анексії Галичини і Західної України радянцями викладав у старших класах біологію і хімію в одній із середніх шкіл, одночасно працював методистом із цих предметів у міському методичному кабінеті. Під час гітлівсько-німецької окупації — безробітний.
По війні Мельникові без захисту дисертації присвоюють звання доцента, обирають спочатку виконувачем обов'язки завідувача кафедри нижчих рослин Львівського держуніверситету імені Івана Франка, пізніше завідувачем кафедри ботаніки й дендрології Львівського лісотехнічного інституту.
Помер 1 вересня 1954 р. Похований на полі № 3 Личаківського цвинтаря.

## Наукова і творча діяльність

Деякі праці Миколи Мельника

На формування характеру Миколи Мельника особливий вплив мав його родич та односелець Домет Садовський. Він та інші галицькі інтелігенти допомогли юнакові визначитися зі своїми науковими зацікавленнями, вони скерували його помисли на продовження і розширення справи, яку започаткували природознавець І. Г. Верхратський, філософ і математик Володимир Левицький, а в Празі професор І. Я. Горбачевський, котрий розробляв українську хімічну термінологію. Ці та інші галицькі діячі культури і науки ревно віддавалися служінню народові, важко працювали в ім'я його прийдешнього. Без такого духовного спілкування Микола Ількович, можливо, не зробив би того, що йому вдалося зробити згодом.
Крім викладацької діяльності Микола Мельник пише багато наукових праць. Будучи членом НТШ він три роки входить у виділ — президію товариства, редагує рід випусків збірника фізіографічної комісії, водночас стає співредактором збірника математично-природничо-лікарської секції, де публікує і свої наукові розвідки.
1911 р. Мельник видає для п'ятого класу середніх шкіл книгу «Мінералогія і геологія», написану на основі тодішніх джерел і власного досвіду, що спирався на матеріали, зібрані в західних областях України. Було подано основи кристалографії й систематики мінералів, основи геології й палеонтології. В підручнику обсягом 192 сторінки вміщено 149 ілюстрацій і власноруч виготовлена геологічна карта Галичини. Інші регіони опрацьовані на основі літератури. Тільки на назву тернослив подано 84 синоніми, на картоплю — 72, і то переважно із західного регіону. Крім того, йому вдається випустити ще одну книгу — «Ботаніку» для другого класу середніх загальноосвітніх шкіл, у якій він описав головні рослини від одноклітинних до квіткових, популярно пояснив їх анатомічну будову, фізіологічні вияви, вмістив рекомендації щодо підживлення, щеплення, а наприкінці подав географію рослин на західному терені українських земель.
1920 р. у Львові виходить його 210-сторінкова праця «Зоологія» (для нижчих класів середніх шкіл), що являє собою певну переробку старого підручника Верхратського, але цілком оригінальну, з систематизацією матеріалу від найвищих до найнижчих, одноклітинних, тварин, з описом їх значення в природі і для людини, з визначенням форм і їх взаємозв'язків. Через два роки з'являється його «Українська номенклатура вищих рослин» обсягом 310 сторінок. У ній подані екологія вищих рослин, час цвітіння, виміри окремих видів тощо. Важливо те, що поряд з латинськими, вказані й українські народні назви — близько 5 000.
Роботами Мельника, які фактично були академічними виданнями, послуговувалася Академія наук УРСР при укладанні Словника ботанічної номенклатури; академія наук в Кракові використала українські народні назви в своєму фізіографічному збірнику.
Ця монографічна праця є результатом його багаторічного дослідження, де він підсумував все, що було зроблено ним та до нього іншими науковцями. Для досягнення наукового ступеня — професор — він пише польською мовою працю (152 сторінки) «Методи визначення породотворчих мінералів» і додає до неї низку оригінальних таблиць-визначників. Виходять невеликі брошури: «Фізіографічна робота на теренах Західної України (Східна Галичина)», «Рослинність України», «Про іржасті гриби зернових культур та їх поборювання». Мельнику також належать праці з історії природознавчої думки.